# كيهيندي فاتاي
كيهيندي فاتاي مواليد 19 فبراير 1990 في جوس، هو لاعب كرة قدم روماني نيجيري المولد يلعب مع نادي أوفا في الدوري الروسي الممتاز كمهاجم. مثّل منتخب رومانيا لكرة القدم. بدأ كيهيندي فاتاي مسيرته الرياضية عام 2007 مع فارول كونستانتسا.

## روابط خارجية
- كيهيندي فاتاي على موقع الاتحاد الدولي (مؤرشف)  (الإنجليزية)
- كيهيندي فاتاي على موقع الاتحاد الأوربي (الإنجليزية)
- كيهيندي فاتاي على موقع قاعدة بيانات كرة القدم.إي يو (الإنجليزية)
- كيهيندي فاتاي على موقع Soccerway.com (الإنجليزية)
- كيهيندي فاتاي على موقع عالم كرة القدم.نت (الإنجليزية)
- كيهيندي فاتاي على موقع AS.com (الإسبانية)